# Tiberius Iulius Candidus Marius Celsus
Tiberius Iulius Candidus Marius Celsus war ein im 1. und 2. Jahrhundert n. Chr. lebender römischer Politiker.
Durch Militärdiplome ist belegt, dass Celsus am 13. Mai 86 zusammen mit Sextus Octavius Fronto Suffektkonsul war. Aufgrund von drei weiteren Militärdiplomen wird vermutet, dass er im Januar 97 Statthalter der Provinz Moesia superior war; er dürfte sein Amt kurz nach dem 12. Juli 96 von seinem Vorgänger Gnaeus Pinarius Aemilius Cicatricula Pompeius Longinus übernommen haben.
Weitere Diplome belegen, dass er am 12. Januar 105 zusammen mit Gaius Antius Aulus Iulius Quadratus ordentlicher Konsul war; die beiden übten dieses Amt vom 1. Januar bis zum 30. April aus.